# Karl Gottschalk
Karl Gottschalk (* 27. November 1928 in Berlin; † 30. September 1991 ebenda) war ein deutscher Politiker (SPD).
Karl Gottschalk besuchte eine Oberschule und machte ab 1948 eine Verwaltungslehre in der Berliner Verwaltung. Er wurde Angestellter im Bezirksamt Tiergarten, später als Beamter im Bezirksamt. Bei der Berliner Wahl 1971 wurde Gottschalk in das Abgeordnetenhaus von Berlin gewählt, 1979 schied er aus dem Parlament aus.